# Popolo libero
Il Popolo libero (in originale Free People) è il branco di lupi del Seeonee in cui Mowgli entra a far parte nei racconti de Il libro della giungla e Il secondo libro della giungla di Rudyard Kipling. Inizialmente guidato da Akela, il branco viene sciolto da Mowgli quando gran parte dei lupi tradiscono il capobranco a favore della tigre Shere Khan. Ne Il secondo libro della giungla, il Popolo libero viene riunito e posto sotto l'autorità di Phao, che guiderà il branco nella guerra contro i dholes. Con l'eccezione di Mowgli, l'unico membro del Popolo libero non-lupo è l'orso Baloo, che funge da insegnante della legge ai lupacchiotti.
Una lettera firmata da Kipling risalente al 1895 rivela che l'autore fu influenzato nel formulare la Legge della Giungla pertinente al Popolo libero dai costumi della divisione del bottino degli eschimesi meridionali. Nel concepire la società del Popolo libero, Kipling intendeva mostrare una visione idealizzata dell'Impero britannico, ma non poté escludere sia la gerarchia feudale che il sistema di casta; il Popolo libero infatti esclude gli sciacalli, i dholes e i Bandar-log, simboli della plebe. Boria Sax nota somiglianze nelle riunioni del branco con le assemblee parlamentari della monarchia costituzionale britannica, ma contemporaneamente descrive come il sistema governativo del Popolo libero sia essenzialmente autoritario, in cui la pena di morte è una punizione usuale per le violazioni della legge. Certi autori hanno notato somiglianze tra la rivolta dei lupi giovani contro Akela e Mowgli con i moti indiani del 1857, in cui i sepoy, rappresentati dai lupi, si ribellarono contro l'autorità dell'Impero britannico, rappresentato da Mowgli.
Alcuni esperti notano come, con l'eccezione dell'adozione di Mowgli, la rappresentazione dei lupi da parte di Kipling fosse eccezionale per l'epoca per l'enfasi sulle relazioni amichevoli e stabili tra i membri del branco, un fatto che sarebbe stato poi dimostrato in studi scientifici sull'animale solo nel ventesimo secolo.

## Trama

### Il libro della giungla

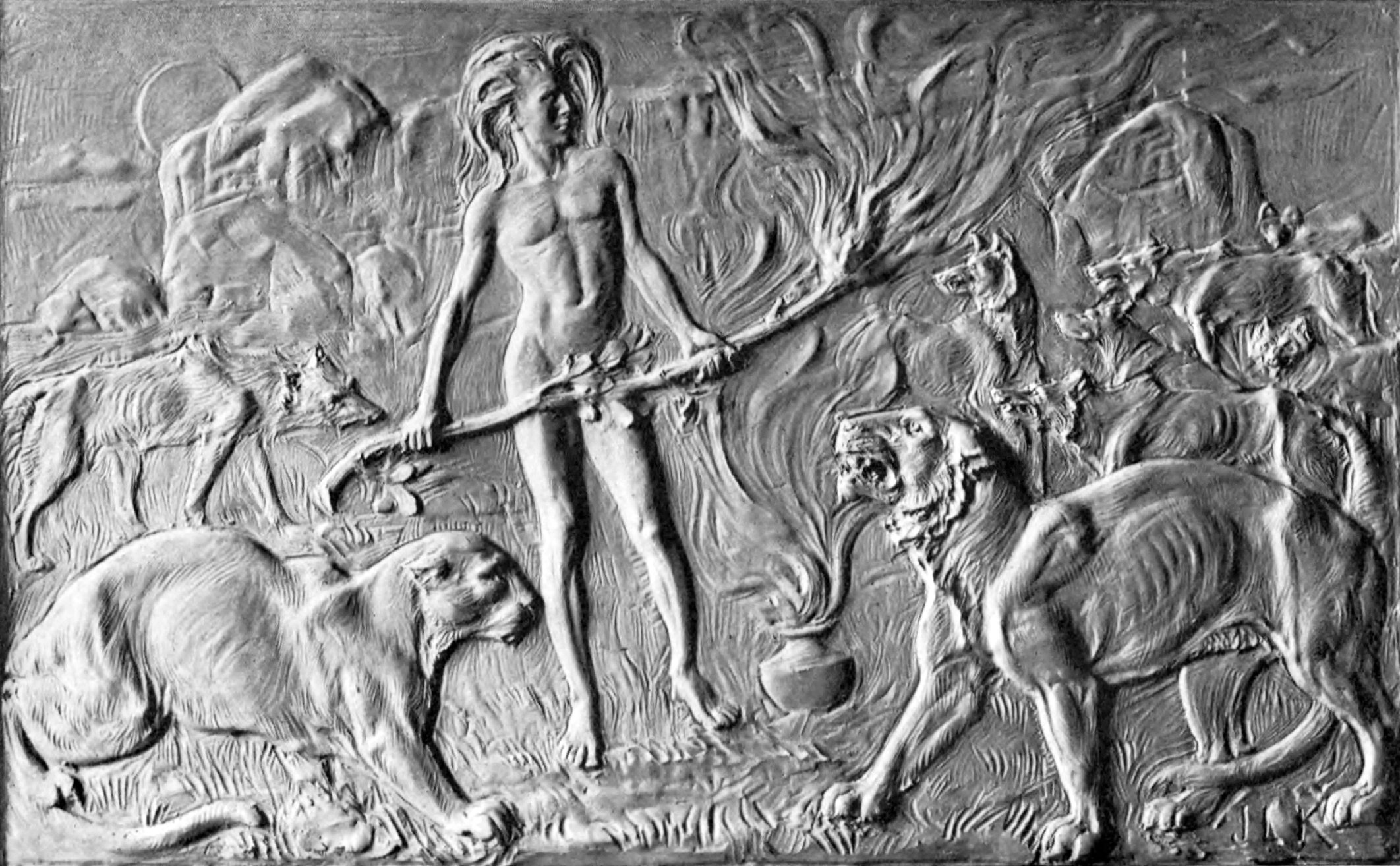
Rilievo di Mowgli che scioglie il branco

Nella prima metà de I fratelli di Mowgli, il Popolo libero è già da un anno guidato da Akela, e consiste in un centinaio di lupi. L'orso Baloo, pur non essendo un lupo, è un membro onorevole del branco (visto che la sua dieta vegetariana non lo mette in concorrenza gli altri) e svolge il ruolo da insegnante della legge per i lupacchiotti.
Durante una seduta alla Rocca del Consiglio, in cui i nuovi lupacchiotti vengono presentati agli anziani del branco, la lupa Raksha presenta il cucciolo di uomo Mowgli, appena salvato dalle grinfie della tigre Shere Khan. Shere Khan si presenta al consiglio, reclamando il diritto di riavere la sua preda. Akela rifiuta di consegnarlo e accetta il bambino come membro del branco, dato che Baloo parla in suo favore del bambino e la pantera Bagheera compra la sua vita con un toro appena ucciso.
Nel corso d'un decennio, nessun lupo rimane menomato o intrappolato sotto la guida di Akela. La sua autorità sopra i lupi più giovani viene però minata dalle macchinazioni di Shere Khan e il suo scagnozzo Tabaqui. I due incoraggiano i lupi a violare la legge della giungla predando il bestiame e i bambini dei villaggi, e mettono in dubbio la saggezza di Akela nell'aver accettato un umano nel branco. Durante una caccia al sambar, i lupi ribelli fanno largo ad Akela, sapendo che il capobranco è ormai indebolito dalla vecchiaia. Quando inevitabilmente Akela manca il colpo, viene dichiarato un "lupo morto", e per legge deve morire in un incontro a due. Nella successiva riunione alla Rocca del Consiglio, in cui Shere Khan si presenta ancora per riprendersi Mowgli, Akela offre di non difendersi se il branco permette a Mowgli di tornare ai suoi simili. Shere Khan e i suoi accoliti respingono il compromesso, ma prima che possano uccidere il vecchio capobranco, viene in sua salvezza Mowgli, armato con un ramo infuocato. Scaccia la tigre e tutti i lupi ribelli, effettivamente sciogliendo il branco.
In «Tigre-Tigre!», viene rivelato che, dopo solo tre mesi senza la guida di Akela, i lupi lottano fra di loro, vengono feriti dalle trappole e diventano rognosi per aver mangiato cibo cattivo. Quando Akela torna al suo territorio insieme a Mowgli dopo aver ucciso Shere Khan, molti del suo vecchio branco lo implorano a ridiventare loro capo - un'offerta che lui rifiuta.

### Il secondo libro della giungla
Sei anni dopo gli eventi di «Tigre-Tigre!», Akela ha riforgiato l'unità del popolo libero con una quarantina dei figli dei suoi vecchi compagni, ma non riassume il comando, lasciando la guida del branco al feroce Phao, figlio di un suo vecchio compagno di caccia.
In Cane rosso, viene rivelato da Won-tolla, un lupo straniero, che i dholes, i cani rossi devastatori del Dekkan, si stanno recando verso il Seeonee, avendo esaurito le prede nel proprio territorio. Akela, consapevole dei rischi di una guerra, suggerisce a Mowgli di recarsi a nord fino a che non cessa l'inevitabile conflitto. Mowgli rifiuta, giurando che si sarebbe unito al branco nella lotta. Quando inizia lo scontro presso la gola del fiume Waingunga, partecipano alla lotta persino i lahini, le femmine con cuccioli. I lupi sono in vantaggio, perché i dholes sono costretti, grazie ad uno stratagemma del pitone Kaa, a lottare in acqua, e sono di taglia minore rispetto ai lupi. Il Popolo libero ha la meglio sui dholes, sterminandoli tutti, ma con la perdita di quindici maschi, mezza dozzina di lahini, e il vecchio capobranco Akela.

## Società
Il popolo libero funziona come un corpo disciplinato sotto l'autorità d'un capobranco, lottando e cacciando come soldati, e mantenendo le Leggi della Giungla, finalizzate ad assicurare relazioni armoniose tra i lupi e azione comune efficiente. L'enfasi è sulla lealtà sulla obbedienza, qualità che Kipling ammirava dai suoi anni scolastici. Il capobranco può essere spodestato se fallisce nella caccia, a tal punto viene considerato un «Lupo Morto» e condannato a morire in uno scontro a due.
I maschi lottano fra di loro per le femmine, il vincitore si ritira dal branco insieme alla femmina per allevare i cuccioli. Le femmine a questo punto vengono nominate lahini, una parola coniata da Kipling. Come si vede ne I fratelli di Mowgli, una volta cresciuti da potersi reggere in piedi, i cuccioli vengono presentati al Consiglio del Branco, che si tiene una volta al mese con la luna piena. Se ci sono disaccordi sull'accettare un cucciolo nel branco, devono parlare a suo favore due membri che non sono i genitori. Una volta accettati dagli anziani del branco, i cuccioli sono liberi d'associarsi con gli altri lupi ed è proibito ucciderli fino a che non hanno abbattuto il loro primo cervo. Le varie leggi della giungla e i richiami vengono loro insegnate dall'orso Baloo, l'unico non-lupo ammesso al Consiglio del Branco.

## Impatto sullo scautismo
La rappresentazione del Popolo libero e le sue leggi furono fondamentali nella formazione dei Lupetti, il ramo dello scautismo dedicato ai bambini di età scuola elementare. Robert Baden-Powell, fondatore del ramo e amico di Kipling, incorporò numerosi termini mutuati dai personaggi de Il libro della giungla, come "Akela", termine che designa gli adulti del gruppo come il vecchio capobranco nel libro. Baden-Powell elogia apertamente il branco per la sua disciplina e la capacità dei suoi membri di sacrificarsi per il meglio del gruppo, definendoli «un gruppo di individui capaci di organizzarsi, grazie al controllo e all'educazione degli istinti che sono loro propri e che altrimenti li trascinerebbero a posizioni egoistiche ed individualistiche, sfociando in una totale anarchia».